# Xanthorhoe plumbea
Xanthorhoe plumbea är en fjärilsart som beskrevs av Alfred Philpott 1915. Xanthorhoe plumbea ingår i släktet Xanthorhoe och familjen mätare. Inga underarter finns listade i Catalogue of Life.